# Клайд Бест
Клайд Бест (англ. Clyde Best, нар. 24 лютого 1951) — бермудський футболіст, що грав на позиції нападника. По завершенні ігрової кар'єри — тренер. Один з перших темношкірих футболістів Першого дивізіону Англії, у період з 1968 по 1976 рік відзначився 47-ма голами за «Вест Гем Юнайтед». Грав за національну збірну Бермудських островів.
Володар Кубка Англії з футболу. 

## Клубна кар'єра
На батьківщині в юні роки грав за бермудський «Сомерсет Троянс». У 16-річному віці переїхав до Англії, де підписав контракт з «Вест Гем Юнайтед». Після прибуття за ним доглядав капітан клубу Боббі Мур. Він приписує Муру та його партнерам по «Вест Гему» Гаррі Реднаппу та Біллі Бондсу допомогу у боротьбі з расистськими проявими.
Будучи рдним з перших чорношкірих футболістів Англії, на Беста регулярно нападали расистські скандування з трибун, але дуже швидко став улюбленцем «Болейн Граунд». Він був сильним, потужним гравцем із навичками традиційного англійського центрального форварда, якого важко було позбавити ініціативи, коли він володів м'ячем та був непервершини у повітрі. 25 серпня 1969 року 18-річний Клайд дебютував за команду в нічийному (1:1) поєдинку проти «Арсеналу». Дебютним голом за «молотобійців» відзначився 3 вересня 1969 року в переможному (4:2) поєдинку проти «Галіфакс Таун». У 1973 році Бест замінив травмованого Боббі Фергюсона у воротах команди в поєдинку проти «Лідс Юнайтед». Протягом 7 сезонів у період між серпнем 1969 і січнем 1976 року зіграв 218 поєдинків та відзначився 58 голами за «Вест Гем».
Бест також грав у нідерландській Ередивізі за Феєнорд, де його гру загалом розцінювали як невдалу, оскільки бермудець відзначився 3-ма голами в 23 матчах. Згодом грав у складі «Тампа-Бей Роудіс», «Портланд Тімберс» та канадський «Торонто Бліззард» у Північноамериканській футбольній лізі. Виступаючи за «Тампа-Бей Роудіс» у Soccer Bowl '75 відзначився голом на 88-й хвилині, щоб забезпечити перше чемпіонство NASL для «Роудіс» в переможному (2:0) поєдинку проти «Портленд Тімберс». Наступної весни привів «Роудіс» до чемпіонсства у шоубольній NASL 1976 року і був названий MVP турніру. Найкращим бомбардиром «Роудіс» став протягом короткого сезону в шоубольному NASL 1976 року, відзначився 11 голами, 5 передачами при 27 очках. Також виступав за американську команду «Клівленд Форс»
Завершив кар'єру у команді «Лос Анджелес Лазерс», за яку виступав протягом 1982—1984 років.

## Виступи за збірну
У 1967 році Бест представляв національну збірну Бермудських островів на Панамериканських іграх, його команда дійшла до фіналу, де її розгромила Мексика (4:0).
1968 року дебютував в офіційних матчах у складі національної збірної Бермудських островів.
Загалом протягом кар'єри у національній команді, яка тривала 1 рік, провів у її формі 2 матчі, забивши 1 гол.

## Кар'єра тренера
На початку 1990-х років допомагав тренувати «Сан Дієго Сокерс». 1997 року очолив тренерський штаб клубу Бермудські острови. Наразі досвід тренерської роботи обмежується цим клубом.

## Особисте життя
Після закінчення тренерської кар’єри повернувся на Бермуди.

## Відзнаки
Бест введений до Національної спортивної зали слави Бермудських островів у 2004 році. У січні 2006 року нагороджений Орденом Британської імперії за заслуги перед футболом та громадою на Бермудських островах.

## Досягнення
«Вест Гем Юнайтед»
- Кубок Англії
  -  Володар (1): 1974/75

«Тампа-Бей Роудіс»
- Північноамериканська футбольна ліга
  -  Чемпіон (1): 1975

Бермудські острови
- Срібний призер Панамериканських ігор: 1967